# Pete Orr
Pour les articles homonymes, voir Orr.
Peterson Thomas Orr (né le 8 juin 1979 à Richmond Hill, Ontario, Canada) est un joueur d'avant-champ au baseball qui joue en Ligue majeure depuis 2005. Il fait partie des Phillies de Philadelphie.

## Ligue majeure de baseball
Pete Orr signe avec les Braves d'Atlanta en 1999. Il joue son premier match dans les majeures le 5 avril 2005. Il frappe son premier coup sûr le 6 avril contre les Marlins de la Floride et réussit son premier coup de circuit le 25 avril face aux Mets de New York. À sa saison recrue, il maintient une moyenne au bâton de ,300 en 150 apparitions au bâton en 112 parties.
Libéré par Atlanta après la saison 2007, il joue pour les Nationals de Washington en 2008 et 2009, avant de passer la saison 2010 en ligues mineures.
En novembre 2010, Orr est invité par les Phillies de Philadelphie à participer à leur camp d'entraînement du printemps suivant. Il dispute 46 matchs avec Philadelphie en 2011 et son contrat est renouvelé durant la saison morte.
Utilisé en défensive au deuxième but et au troisième but, il est fréquemment appelé à remplir le rôle de frappeur suppléant.

## International
Pete Orr a participé au tournoi olympique de baseball aux Jeux d'été d'Athènes en 2004 pour le Canada.
Il a aussi porté les couleurs de l'équipe du Canada à la Classique mondiale de baseball en 2006 et 2009.